# Émile Parzudaki
François Charles Émile Fauqueux-Parzudaki (* 28. Mai 1829 in Nointel, Département Oise; † 21. März 1899 im 12. Arrondissement in Paris) war ein französischer Geschäftsmann und Naturalienhändler.

## Leben

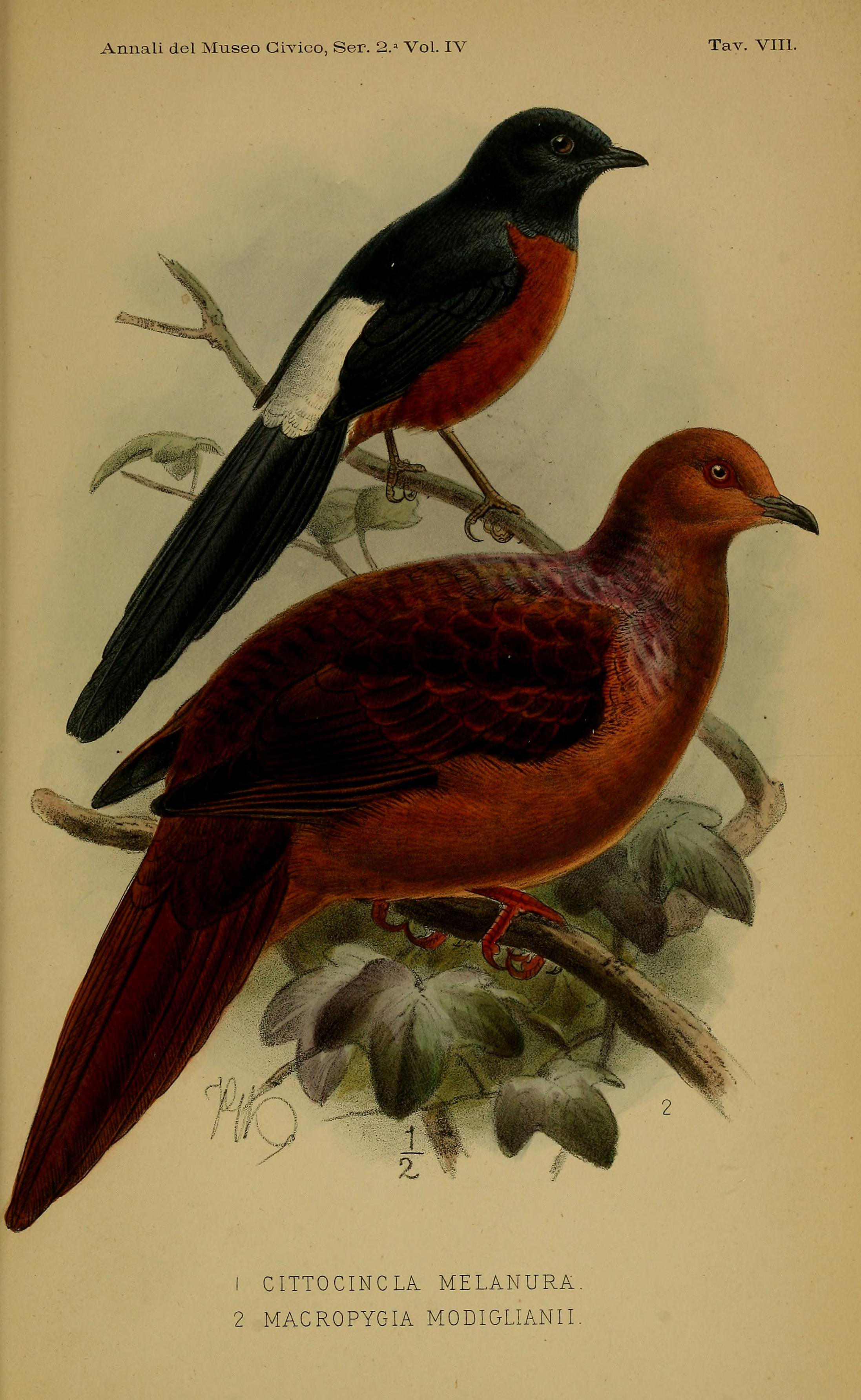
Indonesientaube (Macropygia emiliana) (vorne)

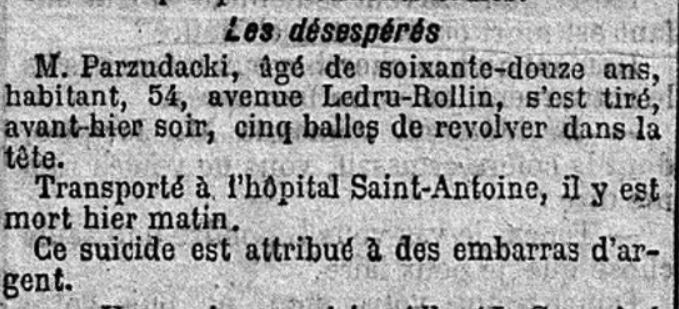
Annonce zum Tod Parzudakis in Le Petit journal vom 22. März 1899

Émile Parzudaki wurde geboren als François Charles Emil Fauqueux. Er war der Sohn von Clarisse Moreuil und dem Möbelhändler François Napoléon Fauqueux (1806–1833). Beide heirateten am 7. Februar 1828 in Nointel. Nach dem Tod des Vaters heiratete die Mutter am 19. August 1837 den Naturalienhändler Charles Parzudaki. Émile fügte 1858 per Dekret seinen Namen ebenfalls den Nachnamen seines Stiefvaters hinzu. Im Zuge der Umbenennung wurde auch aus Emil ein Émile.
Am 15. Dezember 1855 heiratete Émile in Paris Louise Emma Bonifay (1832–1894). Aus der Ehe gingen die Töchter Louise Clarisse Emma, geb. am 9. September 1858 und Jeanne Marie Emilie, geb. am 18. Mai 1860, hervor.
Unter den Wissenschaftlern seiner Zeit war er selbst vor seiner offiziellen Umbenennung nur als Émile Parzudaki bekannt. Er selbst nannte sich schon bei seiner ersten Publikation aus dem Jahre 1856 Émile Parzudaki. Diese war ein Katalog mit einer Liste von Vogelbälgen, die er nach der Systematik von Charles Lucien Jules Laurent Bonaparte zusammengestellt hatte. Wie wertvoll der Katalog für die Wissenschaft war, zeigt sich auch dadurch, dass Edmond de Selys-Longchamps 1857 eine Rezension zu diesem schrieb und auch Bonaparte weiteren Anmerkungen publizierte.
Der Naturalienladen von Charles und Émile befand sich in der 2 rue Bouloi und in der 37 rue de La Fontaine-St-Georges. Am Ende seines Lebens lebte er in der 54 rue Ledru-Rollin im 12. Arrondissement von Paris.
Zur Verbesserung ihrer Exponate sicherten sich Charles und Émile Unterstützung von Künstlern wie Elie Maillard (1838–1887), die die Glasaugen der Bälge nachmalte, oder den Bildhauer Jules Dalou (1838–1902), der die üblichen Stopfmaterialien durch Ton ersetzte. Émile publizierte weitere Kataloge. So erschien 1861 ein Katalog mit Kolibris und 1862 gemeinsam mit Auguste Sallé ein Katalog mit Vögeln aus Mexiko. Paolo Lanfossi berichtete 1862 von einem weiteren Katalog mit Vögeln aus Algerien (Catlogo degli uccelli d'Algeria del Parzudaki). Trotz der Publikationen verkauften sie in ihrem Naturalienhandel nicht nur Vogelbälge. Exponate von Vogeleiern, Muscheln, Insekten, Skorpionen, Amphibien und Säugetieren finden sich auch heute noch in zahlreichen naturhistorischen Museen weltweit. Im Archiv des Reale Museo di fisica e storia naturale di Firenze befindet sich z. B. eine handgeschriebene Liste mit exotischer Reptilien mit dem Titel Elenco di rettili esotici ricevuti in baratto dal naturalista Emilio Parzudaki di Parigi, 29 novembre 1862. Seine Bedeutung als Naturalienhändler zeigt sich auch darin, dass er viele Bälge, die neu für die Wissenschaft oder bereits ausgestorben waren, in seinen Besitzständen hatte. Auch Teile der Papageiensammlung von François Victor Masséna verkaufte er in den Jahren 1859 und 1860 an das Natural History Museum in London. Um 1867 muss Émile den Naturalienhandel wohl aufgegeben haben.
Der Naturalienladen wurde vermutlich an Jérôme Louis Peter (c. 1819–1888) und seinen Sohn Auguste Peter (1849–1899) verkauft. Im August 1874 übernahmen er und Marie Joseph Emile Rogelin nach dem Tod ihres Onkels Philippe Latour die Führung von dessen Schuhfabrik. Die Produktion der Schuhe war in Liancourt angesiedelt und wurde von Parzudaki geleitet.
Parzudaki schoss sich in der Avenue Ledru-Rollin mit einem Revolver fünf Kugel in den Kopf und verstarb auf dem Weg ins Krankenhaus.

## Dedikationsnamen
1854 nannte Bonaparte zu Ehren des jungen Naturforschers die Indonesientaube (Macropygia emiliana).

## Publikationen (Auswahl)
- Catalogue des oiseaux d’Europe offerts en 1856 aux ornithologistes suivi d'une ènumeration supplémentaire des espèces algériennes nun européennes d'une liste des espèces acclimatées et d'une autre de celles a tort comme d'Europe rédigé d'après dernières classification de S. A. Monseigneur le Prince Bonaparte. Chez M. Èmile Parzudaki, Paris 1856 (gallica.bnf.fr).
- Catalogue de la collection des trochilidés. Chez M. Èmile Parzudaki, Paris 1861 (archive.org).
- zusammen mit Auguste Sallé: Catalogue des oiseaux du Mexique, composant les collections de M. A. Sallé et de M. E. Parzudaki. Mme. Ve. Bouchard-Huzard, Paris 1862.